# ФК Фламенго
Фудбалски клуб Фламенго (порт. Clube de Regatas do Flamengo) је бразилски спортски клуб из Рио де Жанеира, најпознатији по свом професионалном фудбалском клубу.
Клуб је основан 1895. као веслачки клуб, док је фудбалска секција формирана 1911, а прву званичну утакмицу Фламенго је одиграо 1912. године. Фламенго је најчешће домаће утакмице играо на стадиону Маракана, националном стадиону Бразила, са пар изузетака у последњих неколико година.
Фудбалски клуб Фламенго је најпопуларнији клуб у Бразилу са преко 30 милиона навијача, а рангиран је као девети у листи ФИФА најбољих клубова 20. века.

## Успеси

#### Национални
- Бразилска Серија А:
  - Првак (8): 1980, 1982, 1983, 1987, 1992, 2009, 2019, 2020.
  - Вицепрвак (3): 1964, 2018, 2021.

- Куп Бразила:
  - Освајач (5): 1990, 2006, 2013, 2022, 2024.
  - Финалиста (5): 1997, 2003, 2004, 2017, 2023.

- Суперкуп Бразила:
  - Освајач (2): 2020, 2021.
  - Финалиста (3): 1991, 2022, 2023.

- Куп шампиона Бразила:
  - Освајач (1): 2001.

#### Државни
- Првенство Рио де Жанеира:
  - Првак (38): 1914, 1915, 1920, 1921, 1925, 1927, 1939, 1942, 1943, 1944, 1953, 1954, 1955, 1963, 1965, 1972, 1974, 1978, 1979, 1979, 1981, 1986, 1991, 1996, 1999, 2000, 2001, 2004, 2007, 2008, 2009, 2011, 2014, 2017, 2019, 2020, 2021, 2024
  - Вицепрвак (33): 1912, 1913, 1919, 1922, 1923, 1924, 1932, 1936, 1937, 1938, 1940, 1941, 1952, 1958, 1961, 1962, 1966, 1977, 1982, 1983, 1984, 1987, 1988, 1989, 1992, 1994, 1995, 1998, 2010, 2013, 2022, 2023.

#### Међу–државни
- Турнир Рио–Сао Пауло:
  - Освајач (1): 1961.
  - Финалиста (3): 1957, 1958, 1997.

#### Међународни
- Интерконтинентални куп:
  - Освајач (1): 1981.

- Копа либертадорес:
  - Освајач (3): 1981, 2019, 2022.
  - Финалиста (1): 2021.

- Куп Судамерикана:
  - Финалиста (1): 2017.

- Рекопа Судамерикана:
  - Освајач (1): 2020.
  - Финалиста (1): 2023.

- Светско клупско првенство:
  - Финалиста (1): 2019.

- Куп Меркосур:
  - Освајач (1):  1999.
  - Финалиста (1): 2001.

- Златни куп:
  - Освајач (1):  1996.